# Pitagoreo
El Pitagoreo (en griego Πυθαγόρειον) es el puerto antiguo de la isla de Samos. Tiene monumentos griegos y romanos y un espectacular túnel, el Túnel de Eupalino o acueducto eupaliniano que, junto con el Hereo de Samos, fueron conjuntamente registrados como un lugar Patrimonio de la Humanidad de la Unesco en el año 1992.